# Khong wong yai

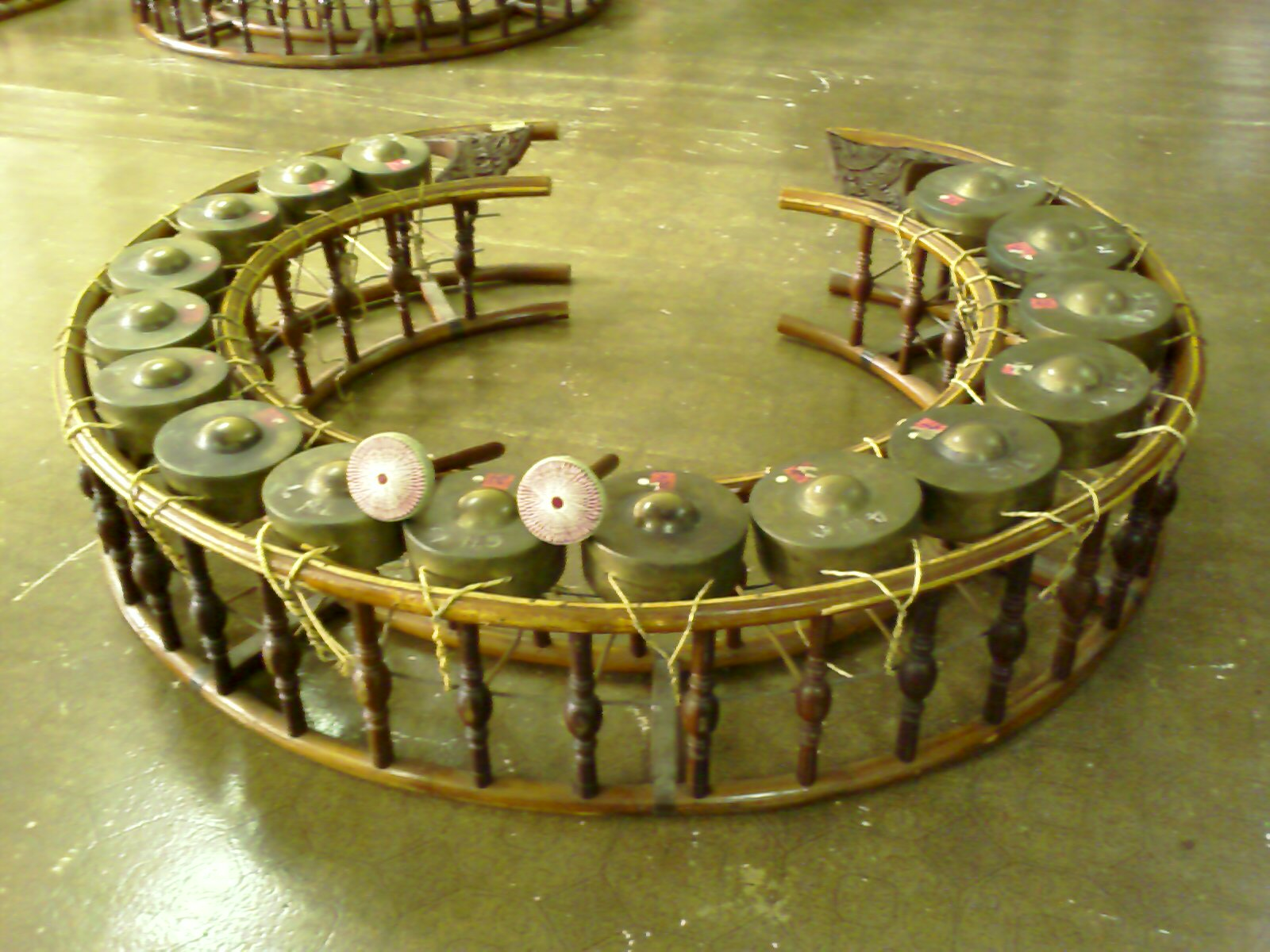
Khong wong lek

Khong wong yai (taj. ฆ้องวงใหญ่ IPA kʰɔ́ːŋ woŋ jàj) – tradycyjny tajski instrument muzyczny, składający się z szesnastu gongów zamocowanych na rattanowej konstrukcji w kształcie okręgu. Jest większy i odznacza się niższym tonem niż bardzo podobny instrument zwany khong wong lek, posiadający 18 gongów. Gra się przy pomocy dwóch pałeczek.